# 위두랑
위두랑은 한국교육학술정보원이 만든 온라인 학습 커뮤니티다.
대한민국에선 코로나19로 인해 등교개학을 미루다 온라인 개학을 실시하였다. 이 때, 학교 수업을 여러 플랫폼에서 실시하였는데 그 플랫폼들 중 하나가 위두랑인 것이다.
이용방법은 먼저 자신이 다니는 학교와 반에 가입하고, 매일매일(등교일) 학교에서 선생님들이 올리는 과제를 해결하여 제출하면 된다.

## 비판
위두랑은 온라인 개학 초창기에 접속이 불가능 할 정도로 서버가 불안정했다. 이에 위두랑 측은 여러 번의 점검과 서버 개선을 통해 지역별로 사이트를 나눠 서버를 안정시켰다. 현재는 이상없이 접속 가능하지만, 가끔 과제 제출이 누락되는 경우가 있다. 이로 인한 학생들의 불만이 높은 탓인지, 플레이스토어와 앱스토어의 위두랑 앱의 평점이 그리 높진 않은 편이다.